# Dovi (Benin)
Dovi ist ein Arrondissement im Departement Zou im westafrikanischen Staat Benin. Es ist eine Verwaltungseinheit, die der Gerichtsbarkeit der Kommune Zagnanado untersteht.

## Demografie und Verwaltung
Gemäß der Volkszählung 2013 des beninischen Statistikamtes INSAE hatte das Arrondissement 7714 Einwohner, davon waren 3701 männlich und 4013 weiblich.
Von den 43 Dörfern und Quartieren der Kommune Zagnanado entfallen sieben auf Dovi:
1. Dizigo
2. Dovè
3. Klobo
4. Lègbado
5. Sagbovi
6. Vodo
7. Zounnou